# Latijnse Liga
De Latijnse Liga (ca. 7e eeuw v.Chr. - 338 v.Chr.) was een confederatie van ongeveer 30 dorpen en volksstammen in de provincie Latium nabij het oude Rome, met als doel gezamenlijke defensie.

## Ontstaan van de Latijnse Liga
Oorspronkelijk was het ontstaan uit de behoefte tot bescherming tegen de vijanden uit de omliggende gebieden onder het leiderschap van de stad Alba Longa. Tijdens de 6e eeuw trachtten Etruskische koningen hun domein uit te breiden naar Aricia maar de invasie werd verhinderd door de liga. De vroege Romeinse Republiek vormde een alliantie met de Latijnse Liga in 483 v.Chr. Volgens de Romeinse traditie volgde dit verdrag, de foedus Cassianum, op een Romeinse overwinning over de liga in de Slag bij het Meer van Regillus. Het verdrag zorgde ervoor, dat zowel Rome als de Latijnse Liga een deel van de buit uit oorlogen zouden krijgen (wat later een van de redenen voor de Latijnse Oorlog van 341-338 v.Chr. zou worden), en stelde dat elke gezamenlijke militaire campagne geleid zou worden door Romeinse generaals. Deze alliantie hielp aanvallen van volken als de Aequi en de Volsken – nomadische stammen uit de Apennijnen – af te slaan, door het mengen van de legers. Het is nog steeds onduidelijk of de Latijnen Rome als een volwaardig lid binnen de liga hadden opgenomen, of dat het verdrag getekend was tussen de Romeinse Staat en de Latijnse Liga.

## Romeinse overname van de Liga
De groeiende macht van Rome leidde geleidelijk tot een dominante rol binnen de liga. De vernieuwing van het originele verdrag in 358 v.Chr. stelde formeel het leiderschap van Rome vast en bracht uiteindelijk de uitbraak van de Latijnse Oorlog teweeg. Na de Romeinse overwinning werd de liga ontbonden.
Na 339 v.Chr., het einde van de Latijnse Liga, had Rome de steden hernoemd tot municipiae, en coloniae binnen de stadsgrenzen gesticht. Dit betekende dat de steden nu geregeerd werden door Rome (of de Romeinse Republiek) en dat de mensen die hier woonden gezien werden als Romeinse kolonisten.

## Leden van de Latijnse Liga
- Lavinium
- Palestrina
- Tusculum
- Norba
- Lanuvium
- Ariccia
- Labici
- Satricum
- Setia
- Bovillae